# Tátra téri Piac és Vásárcsarnok
A Tátra téri Piac és Vásárcsarnok Budapest XX. kerületében, Pesterzsébeten található kereskedelmi létesítmény.

## Székhelye
- 1204 Budapest, Kossuth Lajos u. 82.

## Története
Mivel a mai Pesterzsébet az 1860-as években kezdett el benépesülni, és a lakossága 1920-ra már meghaladta a negyvenezret, a Szent Erzsébet téren működő piactér hamarosan szűkösnek bizonyult. A szerény bódékkal teli piactér az időközben megépült Árpád-házi Szent Erzsébet főplébánia templomhoz sem volt méltó. Végül 1925-ben megnyílt a Vermes József műépítész által tervezett háromhajós vásárcsarnok, amely fővárosi helyi védettség alatt áll.
Az 1990-es évek második felében a vásárcsarnokot egy részben nyitott, modern  piactérrel toldották meg, ami a csarnok mögött helyezkedik el.